# Ge Manqi
Ge Manqi, född 13 oktober 1997, är en friidrottare från Kina. Hon deltog vid olympiska sommarspelen 2016, olympiska sommarspelen 2020 och olympiska sommarspelen 2024.